# جيه.كيه.يو
نادي جيشي لا كوجينغا أوتشومي الرياضي، أو ببساطة جيه.كيه.يو هو نادي كرة قدم من زنجبار.
فاز الفريق بكأس تنزانيا في عام 1974.

## الإنجازات
- أبطال الدوري الزنجباري الممتاز (3 ألقاب)
  - 2017؛ منذ 8 سنوات
  - 2018؛ منذ 7 سنوات
  - 2024؛ منذ 1 سنة

- كأس تنزانيا (لقب واحد)
  - 1974؛ منذ 51 سنوات

## الأداء في مسابقات الاتحاد الإفريقي لكرة القدم
- دوري أبطال إفريقيا : 3 مشاركة

2018–19 – الدور التمهيدي
2018 – الدور التمهيدي
2024–25 – الدور الأول
- كأس الكونفيدرالية الإفريقية : 3 مشاركة

2006 – الدور التمهيدي
2016 – الدور الأول
2023–24 – الدور الأول
- كأس الكؤوس الإفريقية : مشاركة واحدة

1975 – الدور الأول

## روابط خارجية
- "Club JKU SC (Zanzibar), Zanzibar". wildstat.com. مؤرشف من الأصل في 2014-06-15. اطلع عليه بتاريخ 2014-06-15.
- "CalcioPedia – Zanzibar". calciopedia.org. مؤرشف من الأصل في 2014-06-15. اطلع عليه بتاريخ 2014-06-15.